# Duszenie (chwyt)

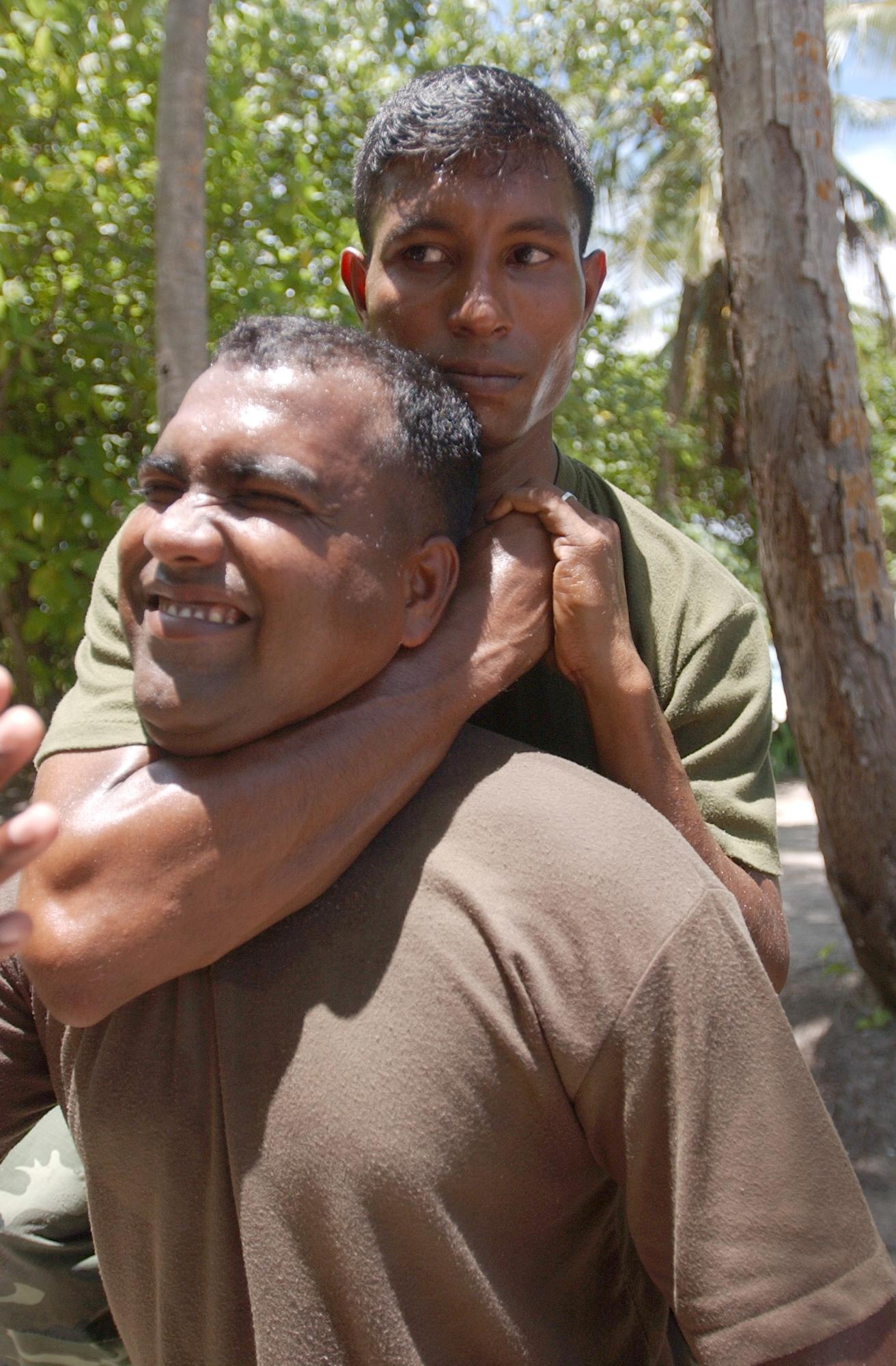
Duszenie zza pleców

Duszenie  – technika obezwładnienia przeciwnika w walce wręcz, polegająca na zatamowaniu dopływu powietrza lub krwi do mózgu wskutek ucisku na narządy oddechowe lub krwionośne.
Duszenia stosowane są w wielu sportach i sztukach walki (np. jiu-jitsu, judo, BJJ, sambo, luta livre, MMA, aikido). Ze względu na bezpieczeństwo zawodników, w walce sportowej techniki duszeń stosuje się w sposób kontrolowany. Zwykle polegają one na uciskaniu narządów krwionośnych (tętnic szyjnych), zabronione są natomiast chwyty mające na celu ucisk narządów oddechowych (np. zgniatanie krtani). Walkę, w której zastosowano duszenie i przeciwnik nie może się z niego uwolnić, przerywa się po poddaniu lub sygnale sędziego.
Niektóre rodzaje duszeń stosowanych w walce sportowej:
- duszenia rękami:
  - duszenie gilotynowe
  - duszenie anakonda
  - duszenie trójkątne rękami/boczne
  - duszenie zza pleców
  - duszenie północ-południe
  - duszenie krzyżowe
  - duszenie von flue
  - duszenie brabo / d'arce
  - peruwiański krawat
  - japoński krawat
- duszenia nogami:
  - duszenie trójkątne nogami
  - odwrócone duszenie trójkątne
  - gogoplata

- inne:
  - duszenie za pomocą uniformu, np. kołnierzem judogi (w judo) czy gi (w BJJ)

## Przykłady

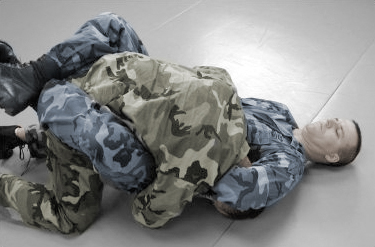
Duszenie gilotynowe
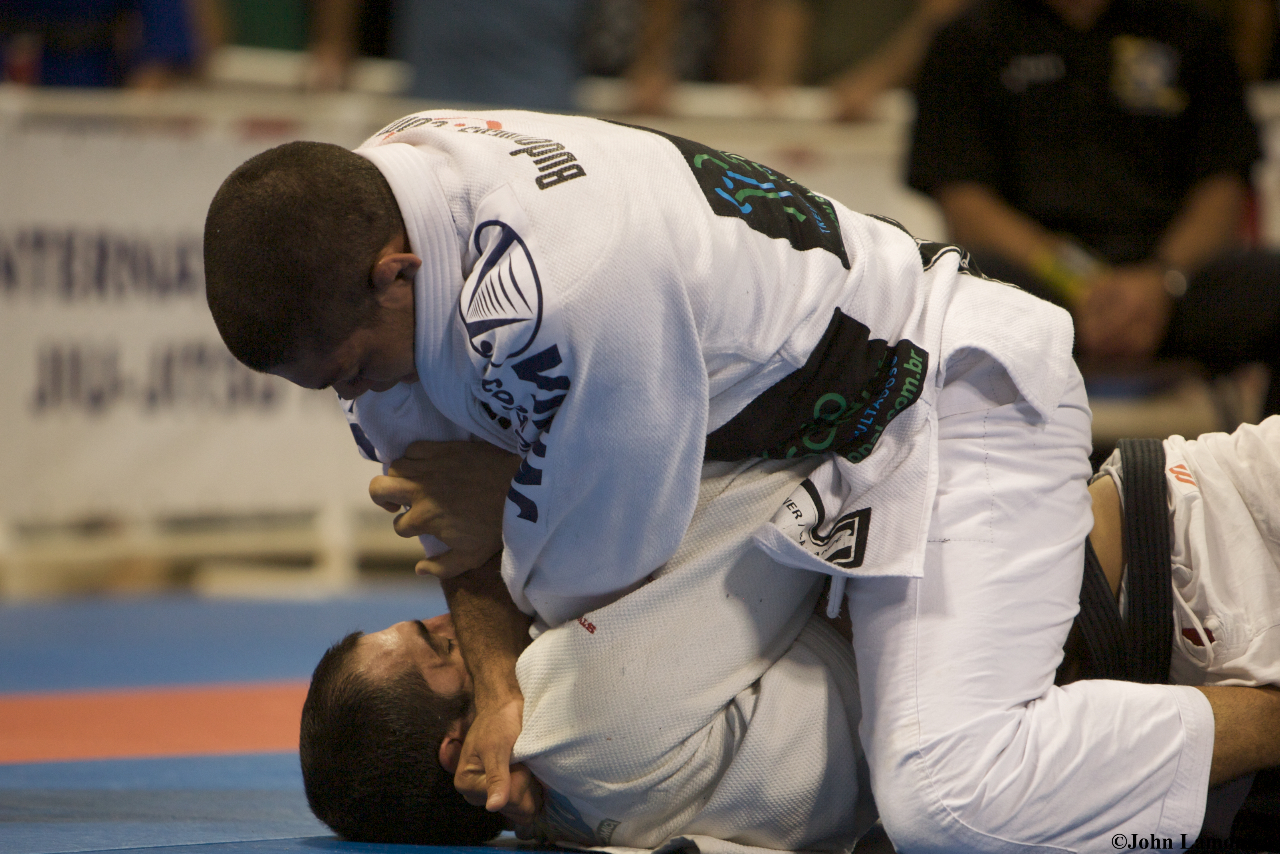
Duszenie krzyżowe
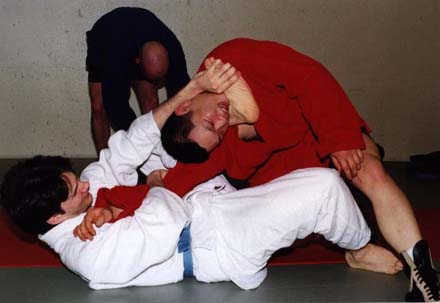
Gogoplata